# Czech International 2004
Die 33. Czech International 2004 im Badminton fanden vom 30. September bis zum 3. Oktober in Liberec statt.

## Sieger und Platzierte
| Disziplin    | Gold                                   | Silber                              | Bronze                           |
| ------------ | -------------------------------------- | ----------------------------------- | -------------------------------- |
| Herreneinzel | Per-Henrik Croona                      | Nathan Rice                         | Jan Fröhlich                     |
| Herreneinzel | Per-Henrik Croona                      | Nathan Rice                         | Peter Mikkelsen                  |
| Dameneinzel  | Katja Michalowsky                      | Mie Schjøtt-Kristensen              | Tatiana Vattier                  |
| Dameneinzel  | Katja Michalowsky                      | Mie Schjøtt-Kristensen              | Mette Pedersen                   |
| Herrendoppel | Mike Beres William Milroy              | Michael Fuchs Roman Spitko          | Imanuel Hirschfeld Jörgen Olsson |
| Herrendoppel | Mike Beres William Milroy              | Michael Fuchs Roman Spitko          | Jan Fröhlich Jan Vondra          |
| Damendoppel  | Britta Andersen Mie Schjøtt-Kristensen | Markéta Koudelková Hana Procházková | Katie Litherland Julie Standley  |
| Damendoppel  | Britta Andersen Mie Schjøtt-Kristensen | Markéta Koudelková Hana Procházková | Jenny Day Rachel Howard          |
| Mixed        | Jesper Thomsen Britta Andersen         | Johannes Schöttler Gitte Köhler     | Aqueel Bhatti Katie Litherland   |
| Mixed        | Jesper Thomsen Britta Andersen         | Johannes Schöttler Gitte Köhler     | Heimo Götschl Claudia Mayer      |